# 로마 노면전차

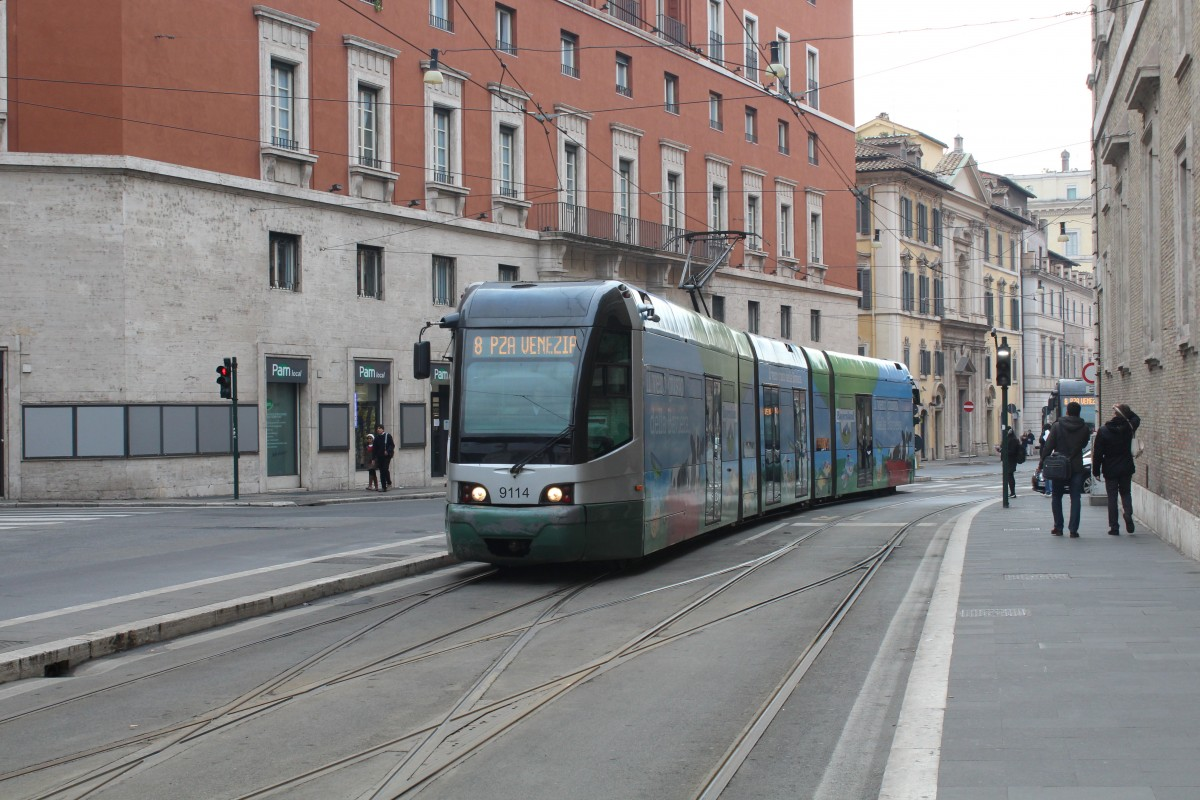
로마의 트램 (2016년)

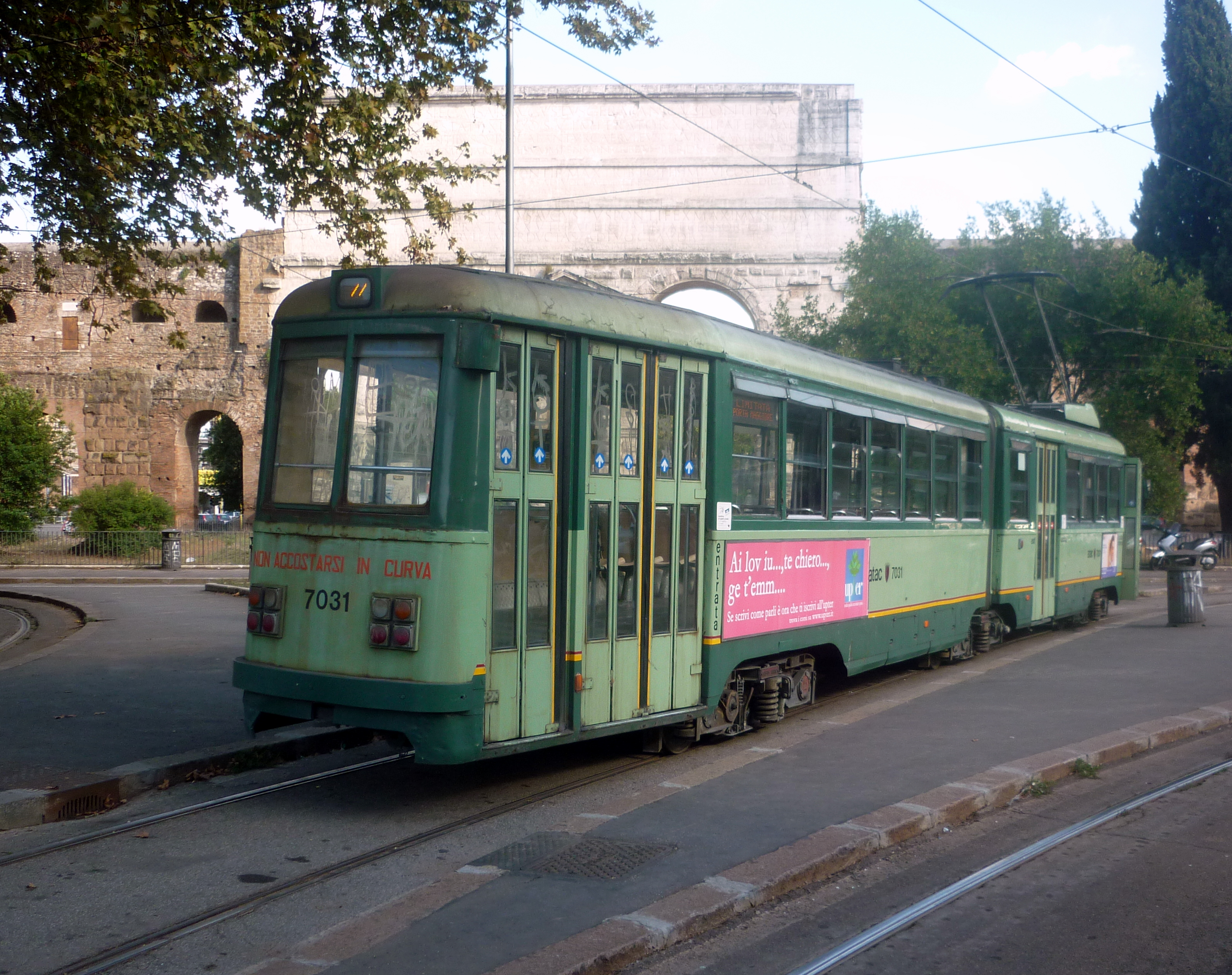
포르타 마조레 부근을 지나는 구식 트램 (2010년)

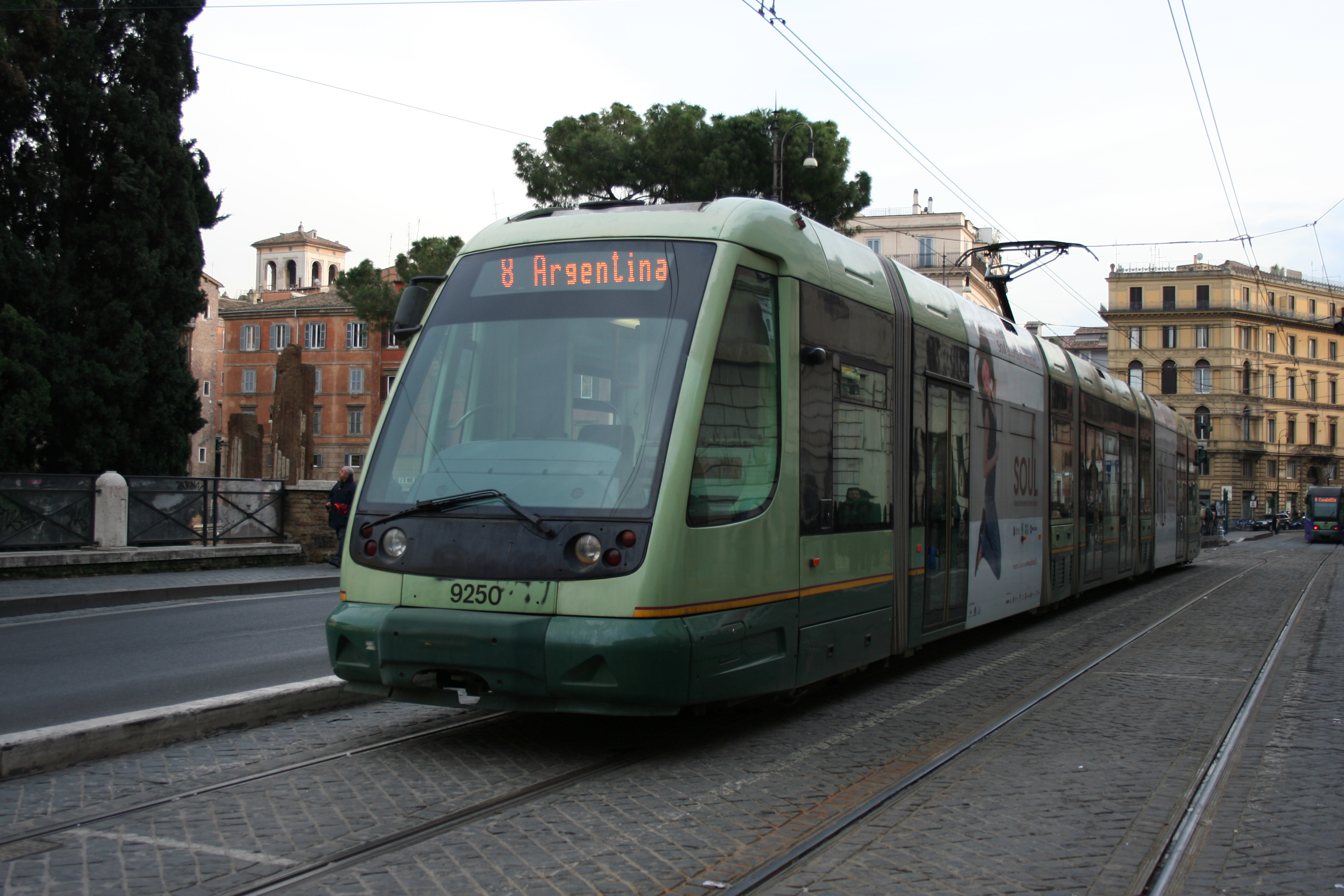
토레아르젠티나 대로 부근의 8호선 옛 정거장을 지나가는 신식 트램

로마의 트램은 이탈리아 로마 시 일대를 운행하는 트램 체계를 가리킨다. 한때 이탈리아에서 가장 큰 트램 체계였으나 세월이 흘러 노선들이 차례차례 철거되면서 현재는 로마의 핵심 대중교통망의 기능을 상실한 지 오래이다. 지금은 로마교통공사 (ATAC SpA)가 운영하고 있다.

## 노선
로마 트램의 핵심 정거장은 포르타 마조레 정거장으로 총 6개 노선 중 4개 (3번, 5번, 14번, 19번)가 지나간다. 로마 테르미니 역과 약 1km 떨어진 곳에 위치해 있으며 지하철과는 환승되지 않는다.
현재 운행되는 트램 노선은 다음과 같다.:
- 2 만치니 - 플라미니오 광장
- 3 줄리아 대로 - 트라스테베레 역
- 5 테르미니 - 제라니
- 8 베네치아 - 카살레토 (일부 열차는 포르타 마조레까지 연장 운행)
- 14 테르미니 - 톨리아티
- 19 리소르지멘토 산 피에트로 - 제라니

## 역사
1845년 그레고리 14세가 순례자들을 위해 베네치아 광장과 산 파올로 푸오리 레 무라 대성당을 잇는 승합마차 노선을 신설하는 것에 허가를 내리면서 그해부터 로마에 승합마차가 다니기 시작했다. 이당시 승합마차는 시간표에 맞춰 출발하는 것이 아니라 손님이 꽉 차면 출발하는 방식이었다. 1877년에는 플라미니오 광장과 밀비오 다리 사이를 잇는 마차철도 노선이 운행되기 시작하였으며 이쪽은 지금의 2번 트램 노선에 해당한다.
1895년에는 테르미니 역과 산 실베스트로 광장을 잇는 전차 노선이 처음으로 완공되어 운행에 들어갔다. 1904년에는 밀비오 다리행 트램노선을 마지막으로 모든 마차철도 노선이 전차로 대체되었다. 이듬해인 1905년에는 총 17개의 노선에 144대 차량이 운영되었으며 이밖에도 소수의 마차철도가 지원차량으로 기능하였다.
초창기 전차 운영은 SRTO라는 기업에서 맡았으나 1929년부터 국영기업인 ATAG (Azienda Tranvie Autobus del Governo di Roma)가 전체 전차망을 운영하기 시작하였다. 그해 말 로마의 전차망은 총연장 140km에 노선수 59개로 사상 최고 규모에 달했다. 다만 상당수 노선들이 선로를 공유하며 운행하였기 때문에 이듬해인 1930년에는 노선망 개편이 이뤄졌다. 이때 내부순환선 (검은순환선)와 외부순환선 (붉은순환선)의 두 순환선을 먼저 두고, 내부에서 외부선 쪽으로 달리는 단선 노선 24개가 걸쳐 있는 모습의 노선망을 갖추게 되었다. 내부순환선 이내의 지역으로는 더 이상 트램노선이 달리지 않고 전부 버스 노선으로 대체되었다. 이를 위해 전체 선로 중 40km가 철거되고 오래된 전차 차량도 폐기되었다.
제2차 세계 대전 후 ATAG는 ATAC (Azienda Tranvie ed Autobus del Comune di Roma)로 이름을 바꾸었으나 전차망의 규모 축소는 계속 이어졌다. 내부순환선은 1959년에 운행을 중단하였고, 외부순환선 역시 이때부터 한쪽 방향으로만 운행되다 1975년에 와서 개선공사를 거쳤다. 플라미니오 광장-밀비오 다리 노선은 1960년에 운행을 중단해 1983년 (북쪽 구간)과 1990년 (남쪽 구간)에 각각 복구되었다. 이후 1998년에는 8번 노선이 개통되었다. 이밖에도 현재 트램 노선 개통 계획이 몇 가지 진행되고 있는 상태인데 개중에는 8번 트램의 북쪽 종착역부터 테르미니 역까지 이어주는 노선, 같은 종착역에서 바티칸으로 가는 노선 등이 존재한다.

## SRTO 차량

### 마차 철도
마차 수는 알려져 있지 않았지만, 100여대 이상 있는 것으로 추정된다.

### 동력차량
- 200호대: 2축, 2개 엔진, 102대가 1895년~1905년 사이에 제조됨
- 300호대: 2축, 2개 엔진, 70대가 1902년~1907년 사이에 제조됨;토르페디니에리(torpedinieri)라고 불렀음
- 400호대: 2축, 2개 엔진, 79대가 1908년~1911년 사이에 제조됨
- 800호대: 4대만 존재

### 일반차량
- 1000호대: 40대의 2축 차량, 1909년~1911년 사이에 제조, 1930년에 폐차.
- 1100호대: 800호대(serie 800)것으로, 4대만 존재.

## ATAC 차량

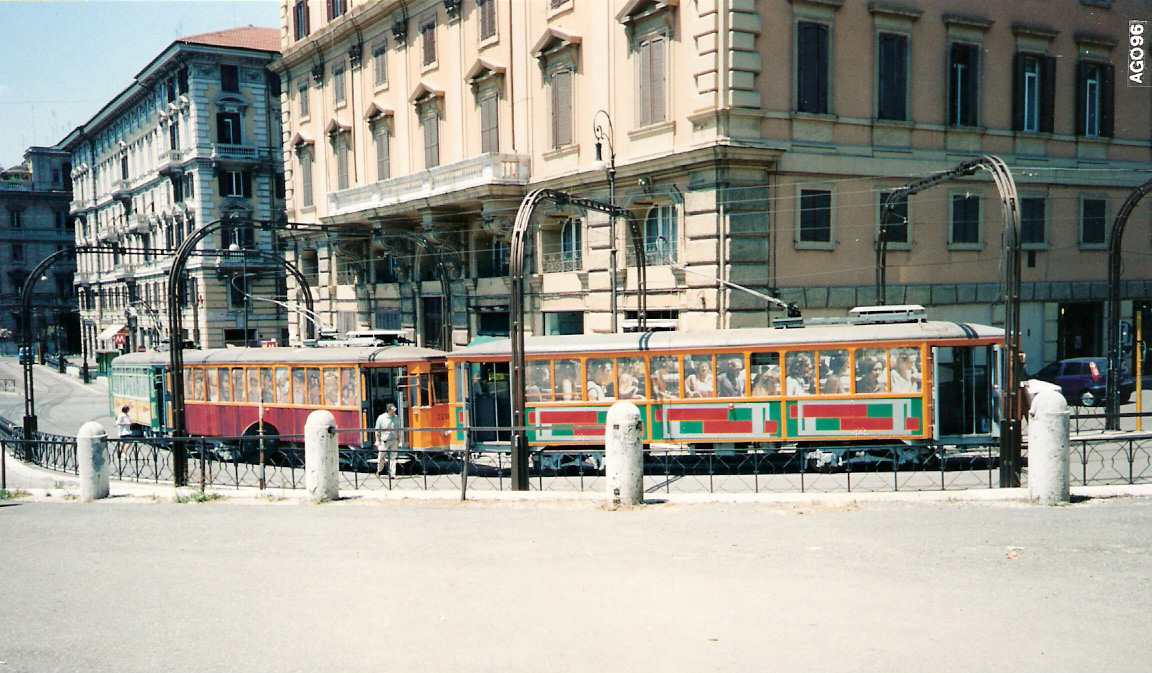
1996년 Piazzale Flaminio의 MRS형 2055호,2219호,2221호 동력차

이 목록에는 ATAC의 모든 차량이 포함된다.(이전 명칭 AATM, ATM, ATG, ATAG, ATAC 또는 Trambus 브랜드로 실행되는 것을 포함)

### 2축 동력차
- 91대의 동력차, 6개 창, 1911년~1914년 제조. 1대는 이후 미국 메인주 케네번크포트(Kennebunkport)에 있는 시쇼어 트롤리 박물관(Seashore Trolley Museum)에 보존되어 있다.[4]
- 56대의 동력차, 위와 유사함, 1919년~1921년 제조.
- 40대의 동력차, 7개 창, 1921~1923년 제조.
- 280대의 동력차, 1923~1929년 제조. 1대는 이후 Gruppo Romano Amici della Ferrovia에 보존됨.

### 트레일러
- a giardiniera, 107대
- 6개 창, 237대
- 8개 창, 129대

### 지붕 없는 차량
- 133대 동력차, MRS형, 2001~2265호, 1927년~1934년 제조. 1996년~2003년 퇴역.
- 22대 동력차, PCC All Electric형, 1957년 제조, 2001년~2003년 퇴역

### 연접식 차량
- 50대 동력차, MATER형, 1935년 "8개 창" 트레일 및 동력차로 제조, 1965년 전량 퇴역.

## 현재 운행중인 차량

### ATAC 7000호대 (7001–7115)
트램 401-412(1937)로 긍정적인 경험을 한 후, 1940년 ATAG는 파투아의 스탕가(Stanga)에 있는 기계 작업장에 굴절 식 프로토타입 전차를 건설하도록 의뢰했다. 이 프로토타입은 1942년에 도입되었고 7001호로 번호가 매겨졌으며 잠깐 운영되었다가, 1943년 7월 19일 로마의 폭격으로 파괴되었다. 그러나 주문은 확정되었으며 1948년에서 1949년 사이에 50대(7003-7099, 7001)를 도입했다.
1980년대 근대화 작업을 거친 이들 차량은 최근에 폐기된 7073호와 7093호를 제외하고는 여전히 로마에서 운영되고있다. 7021호는 "Ristotram"(식당 차량)으로 변형되었다.
1953년에 비슷한 순서로 8대의 전차가 추가되었다(7101-7115, 홀수에만 해당). 이들은 나중에 비베르티(Viberti) 작업장에서 ATAC에 의해 현대화되었다.

### SOCIMI T8000 (9001-9041)

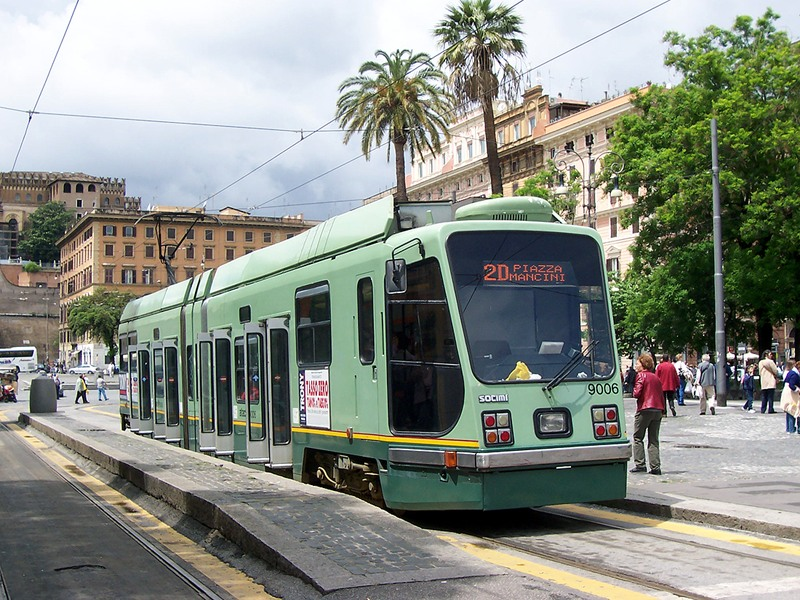
2010년 리소르지멘토 광장에서 SOCIMI 트램 9006호

33개의 접이식 양문형 저상 전차(9001-9033)는 밀라노의 SOCIMI가 1990년과 1991년에 도입했다.
이 전차에는 대차 전후면 두곳에 2개의 동력축이 장착되어 있으며, 차량 중앙에 작은 부수차축이 있다(차륜 배치 Bo'2'Bo '). 따라서 70%의 낮은 바닥을 구현할 수 있다. SOCIMI가 주문한 60대 중 27대가 파손 되었기 때문에 2003년과 2004년에는 8대의 추가 차량(9034-9041)이 SOCIMI의 해체 부품으로 조립되었다.

### Cityway I (9101–9128)
이 이중 굴절 전차는 1998년 Cityway Fiat Railway에서 제조되어 8호선에서 운행을 시작했다. 28대의 시가 전차가 발주되었다. 길이의 70%가 저층이며, 고층 부분은 끝에 있다. 전체 열차는 31미터이다. 도입된 혁신중 하나가 에어컨 시스템이었다. 현재 이 전차는 2호선과 8호선을 정기적으로 운항하고 있습니다.

### Cityway 2 (9201–9252)
1999년에는 100% 저상 트램의 새로운 트렌드에 따라 피아트-알스톰(Fiat-Alstom)에서 52개의 굴절식 전차가 주문되었다. 전차는 4개의 부분이 별도의 무개회차에 장착되어 있으며 3개의 유예 부분으로 번갈아가며 구성된다. 길이는 33미터이다. 9217호 및 9218호 차량은 서비스에 전혀 운행되지 않은 프로토타입으로, 추가 굴절 부분이 있으며, 41.45 미터 길이의 차량을 형성하며, 9개 부분과 5개의 무개회차가 있다. 이 전차는 8번 노선에서만 사용된다.

## 영화에서의 트램
시간이 지남에 따라, 치네치타에 스튜디오가 있기 때문에, 로마에서 수백 편의 영화가 촬영되었다. 일부 전차가 나온 영화는 아래와 같다.
- 무방비 도시 (Roma città aperta, 1945)
- 자전거 도둑 (Ladri di bicyclette, 1948)
- 움베르토 D. (Umberto D., 1949)
- 마돈나 거리에서의 큰 건수 (I soliti ignoti, 1956)
- 철도원 (Il ferroviere, 1957)
- Totò e Marcellino, 1958
- 로마 (Roma, 1972)
- Io, Chiara e lo scuro, 1982
- 인터뷰 (Intervista, 1987)
- Tre uomini e una gamba, 1997
- 매그니피슨트 프레젠스 (Magnifica presenza, 2012)

### 참고서적
- Piero Muscolino & Vittorio Formigari, Tram e filobus a Roma, Cortona: Calosci, 1979/1999.
- Vittorio Formigari & Mauro Di Pietrantonio, Tram e trasporto pubblico a roma